# Essence (chimie)
En chimie, une essence est un « mélange de corps variés,  comprenant en particulier des terpènes (hydrates de carbone non  aromatiques pour 95 %) et des composés oxygénés (alcools, aldéhydes,  cétones) qui sont aromatiques ».